# Sobrerol
Sobrerol é um fármaco, agente mucolítico, descoberto por Ascanio Sobrero.